# El retorno del Rey
El retorno del Rey  (titulado originalmente en inglés: The Return of the King) es el tercer volumen de la novela de fantasía heroica El Señor de los Anillos, del escritor británico J. R. R. Tolkien. Las dos torres es el volumen inmediatamente anterior a este volumen, y el primero de la serie es La Comunidad del Anillo. La versión original en inglés fue publicada en 1955; y su traducción al español fue llevada a cabo por Matilde Horne y Luis Domènech para Ediciones Minotauro y finalmente publicada en noviembre de 1980.

## Título
Tolkien concibió El Señor de los Anillos en un único volumen que comprendía seis "libros" más los apéndices. El editor original dividió la obra en tres distintos volúmenes, la publicación de los libros V y VI junto con los anexos se publicaron juntos bajo el título "El retorno del rey". Tolkien sentía que el título elegido revelaba demasiado de la historia, e indicó que preferiría publicar el libro bajo el título de "La Guerra del Anillo". El título propuesto por Tolkien para el Libro V fue la "Guerra del Anillo" y para el Libro VI fue "El final de la Tercera Edad". Estos títulos fueron finalmente utilizados en la edición del Milenio. La traducción de Minotauro vio finalmente la luz en abril de 1980.

## Resumen de la trama

### Libro V:La Guerra del Anillo

Plano de Minas Tirith.

Gandalf y Pippin llegan a la ciudad de Minas Tirith en el reino de Gondor, y le notifican a Denethor, Señor y Senescal de Gondor, la muerte de su primogénito, pero el ya estaba enterado, además le advierten que el ataque del Enemigo sobre su ciudad es inminente, Pippin entra al servicio del Senescal pues siente que está en deuda con Boromir, quien murió luchando contra numerosos Uruk-hai en Amon Hen intentando salvar a los Hobbits. Ahora vestido con el uniforme de la guardia de la torre, Pippin mira la vicisitudes de la guerra desarrollarse, mientras que Denethor cae en la locura cuando los ejércitos de Mordor se acercan cada vez más y más a la capital de Gondor, Minas Tirith. Faramir, hermano menor de Boromir, regresa de su campaña con los restos destrozados de su compañía y pronto ordena aguantar y continuar con la desesperada defensa de Osgiliath contra una horda de orcos. La defensa de Osgiliath es rápidamente superada y la ciudad en ruinas es invadida, Faramir el cual se encuentra gravemente herido e inconsciente es llevado de vuelta a Denethor. Su pueblo esta aparentemente condenado y su único hijo sobreviviente parece haber muerto, Denethor ordena construir una pira funeraria para inmolar tanto a él como a su hijo moribundo. Minas Tirith es entonces cercada y sitiada por los ejércitos de Mordor.
Mientras tanto, en Rohan, Théoden y sus Rohirrim se están recuperando de la Batalla de Cuernavilla, en la que los rohirrim lucharon y derrotaron a las fuerzas de Saruman a un alto costo. Aragorn, confronta a Sauron a través del Palantír de Isengard y luego emprende la búsqueda del ejército perdido de los muertos vivientes que habitan en los Senderos de los Muertos, un camino maldito para los hombres, en el que habitan los espíritus malditos que antaño prometieron a Elendil luchar contra el Señor oscuro pero al ver su poder se acobardaron y Elendil les maldijo para que no encontraran en descanso entero hasta que cumplieran su palabra. Aragorn ayudado por sus compañeros, Legolas y Gimli, así como una compañía de Dúnedain del norte (la "Compañía Gris"), se disponen a cruzar el sendero de los muertos y reclutar el ejército de los muertos a su causa. Como Aragorn parte a su misión aparentemente imposible, el rey Théoden reúne a los Rohirrim para acudir en ayuda de Gondor. Merry, deseoso de ir a la guerra con sus aliados es rechazado por el Rey Théoden. Finalmente Dernhelm, un misterioso Rohirrim, carga a Merry en su caballo y a escondidas emprenden el camino con el resto de los Rohirrim.

Bandera de los Reyes de Gondor.

Los ejércitos de Mordor, guiados por el terrible Rey Brujo de Angmar, logran romper las puertas de Minas Tirith, pero a su vez son aplastados por la caballería recién llegada de Rohan. A la batalla se une también una flota de navíos negros con velas negras. Las fuerzas de Mordor inicialmente se regocijan en su llegada, pues esto significaba el arribo de los Corsarios de Umbar que venían de la derrotada (eso creían ellos) Belfalas, pero fue grande la sorpresa para las tropas de Mordor y el alivio para Éomer quien se batía en duelo con lo último de su compañía sobre una colina, cuando en los barcos se observaron que ondeaba la bandera del Rey y no la de los corsarios. De estos barcos desembarcaron Aragorn, Gimli y Legolas junto con la "Compañía Gris" y un ejército formado por las personas que habían sido esclavizadas por los corsarios y que ahora se unían a la batalla. En la batalla (que luego sería conocida como la Batalla de los Campos del Pelennor) es muerto el Rey Brujo por Dernhelm con un poco de ayuda de Merry, quien se reveló que era Éowyn, la sobrina del rey Théoden y hermana de Éomer. De esta manera el sitio a Minas Tirith es roto, pero al alto precio: muchos guerreros de Gondor y Rohan mueren, entre ellos el rey Théoden. Denethor, ya totalmente fuera de sí, se inmola en la pira funeraria, pero Gandalf, Pippin y Beregond logran salvar a Faramir del mismo destino que su padre, más tarde, Faramir sería curado por Aragorn con ayuda de las Athelas. Faramir permanecería por un tiempo en la casa de curación de la ciudad donde conocería a la dama de Rohan, Éowyn, y se enamorarían.
Sabiendo que era solo cuestión de tiempo antes de que Sauron reconstruyera sus fuerzas para otro ataque, Gandalf y Aragorn junto con otros "capitanes del oeste" como Imrahil o el mismo Éomer, deciden retar a los ejércitos de Mordor con un asalto a las Puertas Negras, proporcionando una distracción para que Frodo y Sam pudieran tener una oportunidad de alcanzar el Monte del Destino y destruir el Anillo Único sin ser vistos por el ojo de Sauron. Gandalf y Aragorn dirigen el ejército hacia las Puertas Negras de Mordor y sitian al ejército de Sauron. La batalla comienza y el cuerpo de un troll muerto cae sobre Pippin, y este pierde la conciencia mientras alguien grita "¡Llegan las Águilas! ¡Llegan las Águilas!, lo que hace que por un momento Pippin recuerde la historia de Bilbo. El libro termina así, con el ejército de los capitanes del oeste siendo superado por el ejército de Mordor en las Puertas Negras.

### Libro VI:El retorno del Rey
Sam, que ahora lleva el Anillo Único en el lugar de Frodo, ya que este fue paralizado por el veneno de Ella-Laraña y Sam creyó que había muerto por lo que le retiró el Anillo, pero al darse cuenta de que permanecía con vida decidió rescatarlo; es así como logra llegar y subir a la cima de la Torre de Cirith Ungol  y rescatar a su amo de la tortura y la muerte. Los dos recorren juntos las estériles tierras de Mordor pero después de algunas jornadas son encontrados por una compañía de orcos, pero los hobbits al estar vestidos con armaduras de Mordor son confundidos por orcos rezagados y obligados a marchar junto con la compañía pero más tarde logran escapar.
El plan de Gandalf para distraer a Sauron da resultado: Mordor es vaciado de casi todos los orcos que quedaban ya que han sido convocados para defender la tierra contra el asalto del ejército dirigido por Gandalf y Aragorn. Frodo y Sam, después de un agotador y peligroso viaje, finalmente llegan a su destino final: la Grieta del Destino. Frodo está a punto de lanzar el Anillo en el Monte del Destino cuando sucumbe ante su poder, negándose a destruirlo y reclamándolo para sí. Frodo se coloca el Anillo en el dedo pero justo en ese momento, Gollum, que había estado siguiendo la pareja, ataca a Frodo y le arranca el dedo de un mordisco. Gollum se regodea de haber recuperado el Anillo, pero pierde el equilibrio y cae en la lava ardiente con el Anillo, que finalmente es fundido en los mismos fuegos donde se forjó. Este es destruido, liberando a la Tierra Media del poder de Sauron, quien pierde todo su poder y desaparece de la tierra media. Frodo y Sam son rescatados por las grandes águilas, que les llevan desde el Monte del Destino, que ha erupcionado de manera colosal debido a la destrucción del anillo.  Tras la derrota de Sauron, sus ejércitos huyen de las Morannon. A los hombres que estaban luchando por la causa de Sauron pero que se rinden son perdonados y se les permite regresar a sus tierras en paz. La Torre Oscura es destruida, puesto que sus cimientos fueron creados por el poder del Anillo.
Aragorn es coronado Rey de Gondor fuera de las murallas de Minas Tirith, durante la celebración los cuatro Hobbits son honrados por su contribución a la Guerra del Anillo. Una vez Rey, Aragorn se casa con Arwen, la hija del medio elfo Elrond, Faramir, ahora curado, es nombrado príncipe de Ithilien y Senescal de Gondor. Después de una serie de despedidas, los Hobbits regresan a la Comarca (Tierra Media) para encontrar que todo está muy cambiado, sus habitantes están oprimidos por Lotho Sacovilla-Bolsón (normalmente se llama "El Jefe" o "El Jefe"), que es en realidad controlado por una figura misteriosa llamada "Zarquino".

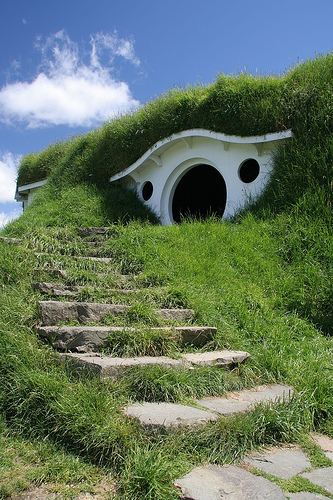
Bolsón Cerrado.

Zarquino ha tomado el control completo de la Comarca mediante hombres corruptos y comienza la tala de árboles en un programa para industrializar la Comarca (que en realidad no produce otra cosa que la destrucción y la miseria de la gente del lugar). Merry, Pippin, Frodo y Sam hacen planes para arreglar las cosas. Lideran la sublevación de los Hobbits y salen victoriosos en la Batalla de Delagua la cual logra liberar a la Comarca del dominio de los hombres de Zarquino. Los cuatro hobbits se reúnen en Bolsón Cerrado con el hombre que se hace llamar Zarquino, quien se revela como Saruman el mago y su sirviente Grima. Afectado por la derrota, Saruman abusa y humilla a Grima, quien termina por degollar a su amo y huir, pero los arqueros hobbits disparan contra el matándolo en el acto.
Con el tiempo la Comarca se recupera, en gran parte por el incansable trabajo de Sam y el "Regalo de la Dama ". Los muchos árboles que los hombres de Saruman cortaron se vuelven a plantar, los edificios se reconstruyeron y la paz se restaura. Sam se casa con Rosita Coto, de quien había estado enamorado desde hace algún tiempo y con quien tiene una hija llamada Elanor. Frodo, sin embargo, no puede escapar del dolor de sus heridas, tras haber sido apuñalado por el Rey Brujo y envenenado por Ella-Laraña. por lo que más tarde deberá dejar la Comarca para partir hacia las Tierras imperecederas más allá del mar, parte junto con Gandalf, Bilbo, Galadriel, Elrond y otros elfos desde los Puertos Grises para jamás volver a la tierra media, Sam le acompaña en su viaje hasta los puertos y justo en el momento de la partida llegan Pippin y Merry, los cuales acompañarían a Sam en el camino de vuelta para luego dirigirse cada uno a sus hogares, Sam es nombrado como el único heredero de las posesiones de Frodo y al llegar a su casa en Hobbiton pronuncia las últimas palabras del libro: "Bueno, estoy de vuelta".

## Capítulos

### Libro V
| "La Guerra del Anillo" |
| --- |
| - I - Minas Tirith - Gandalf y Pippin llegan a Minas Tirith, se reúnen con Denethor, Pippin jura lealtad al Senescal y es llevado por Beregond a recorrer la ciudad, más tarde conoce al hijo de este y ambos terminan juntos el día viendo la llegada de los refuerzos de Gondor mientras una oscuridad no natural se cierne sobre la Ciudad. - II - El paso de la compañía gris Aragorn, Legolas, Gimli, Théoden y el resto de los Rohirrim emprenden la marcha y se topan con un grupo de Montaraces del Norte, de la misma raza que Aragorn, a los que están acompañando los hijos de Elrond, Elladan y Elrohir, Marchan todos juntos de regreso al Abismo de Helm, en donde Aragorn usa el Palantir para desafiar a Sauron, luego toma el camino hacia el Sendero de los muertos, para reclutar al ejército de guerreros malditos que antaño quebraron la promesa de combatir a Sauron. - III - El acantonamiento de Rohan - Théoden, Éomer y Merry descienden hasta El Sagrario, y muy a su pesar se enteran de que Aragorn tomó el camino hacia el Sendero de los Muertos, luego se presenta un mensajero de Denethor para hacer valer la alianza entre sus dos pueblos, Théoden le asegura que irán en su ayuda pero que aún deben esperar pues tienen que reunir al ejército Rohirrim, Merry recibe la orden de quedarse en el Sagrario, sin embargo se rehúsa a esto y es llevado en el caballo de un misterioso Rohirrim llamado Derhelm. - IV -El sitio de Gondor - La narración retoma la historia de Gandalf y Pippin. En medio de sonidos de trompetas la compañía de Faramir intenta alcanzar la ciudad pero un Nazgûl les está atacando, son embargo gracias a la ayuda de Gandalf logran llegar, luego es entrevistado por su padre pero logra comunicarle a Gandalf que ha visto a Frodo en Ithilien y que este se dirige hacia la Cirith Ungol. Denethor critica a Faramir por no traerle el Anillo y le compara con Boromir, Faramir para hacerse valer toma la orden de su padre y emprende una misión suicida hacia Osgiliath, sin embargo en la retirada solo Faramir logra sobrevivir pero resulta gravemente herido. El asedio a Gondor comienza. Los orcos logran romper las puertas de la ciudad pero a lo lejos se escuchan los cuernos de Rohan. - V - La cabalgata de los Rohirrim - Ghân-buri-Ghân y su gente guían a los Rohirrim por el bosque y les informa de los acontecimientos y se ofrece a andar por sendas que sólo él conoce el fin de eludir los puestos de observación enemigos, que se encuentra justo en el camino para frenar la llegada de refuerzos, sin embargo, se niegan a luchar. Las tropas de Rohan llegan a Minas Tirith y al ver que las puertas han sido violadas cargan contra el enemigo. - VI - La batalla de los campos del Pelennor -Las tropas de Rohan barren de enemigos el norte de los campos , para impulsar el ataque el propio rey encabeza la embestida con su escolta. Al ver esto, la caballería Haradrim les intenta frenar, el capitán de los Haradrim ataca directamente a Théoden. A pesar de que los Haradrim poseen una caballería tres veces mayor, son Théoden y los Rohirrim los que se llevan la victoria, el rey mismo derrota a su comandante. El Rey de los Nazgûl ataca al Rey de Rohan en su montura alada, provocando que su caballo, Crinblanca le aplaste, moribundo y con su escolta muerta, el Rey brujo se dispone a matar al Théoden cuando de repente se interpone Derhelm, este al revelar que es Éowyn y junto con Merry logran matar al Rey de los Nazgûl, Théoden muere en brazos de Merry sin saber que su sobrina esta justo al lado de él. Los guerreros de Gondor se sienten devastados cuando el viento arrastra por el río unos navíos negros con velas negras, sin embargo es Aragorn y compañía quienes vienen en esos barcos y con su ayuda logran obtener la victoria, sin embargo las pérdidas son muchas. - VII - La pira de Denethor- Pippin encuentra a Gandalf y le informa de la locura de Denethor, este sale en su búsqueda y llega justo a tiempo para salvar a Faramir, sin embargo Denethor se inmola a sí mismo, Faramir es enviado a las casas de curación. - VIII - Las casas de curación - Éowyn, Merry y muchos otros se encuentran heridos en la casas de sanación, en donde Aragorn les cura usando Athelas. - IX - La última deliberación -Gimli y Legolas entran en Minas Tirith para reunirse con Merry y Pippin, mientras tanto los capitanes del oeste deciden el siguiente paso a realizar, deciden entonces marchar hacia las puertas negras con 7 mil hombres, para enfocar la atención de Sauron sobre ellos y así darle la oportunidad a Sam y Frodo de destruir el Anillo Único. - X - La Puerta Negra se abre - El ejército de los capitanes del Oeste llega a las puertas negras en donde el mensajero de Sauron, "Boca de Sauron, les muestra las pertenencias de Frodo y Sam para engañarlos y hacerles creer que son prisioneros, y a cambio de perdonarles la vida Boca de Sauron pide la rendición incondicional, a lo que Gandalf y Aragorn de niegan cuando este no puede mostrarle a uno de los rehenes, el porta voz regresa a las puertas y estas se abren dejando entrever a un gran ejército. el capítulo termina cuando Pippin logra matar a un gran troll y se escucha el grito de "¡Llegan las Águilas! ¡Llegan las Águilas!". |

### Libro VI
| "El Retorno del Rey" |
| --- |
| - I - La torre de Cirith Ungol - Sam va en busca de Frodo en la torre de Cirith Ungol. Sam descubre que los orcos se matan entre sí para robar las pertenencias de los hobbits, en especial la malla de Mithril. Sam encuentra a Frodo en la cima de la torre y le devuelve el Anillo a Frodo. - II -El país de la sombra Usando armaduras de orcos, Frodo y Sam atraviesan Mordor, en el camino son interceptados por una tropa de orcos Uruk-hai, creyendo que son dos orcos desertores, los que obligan a unirse a la marcha. Aprovechando un momento de confusión, logran escapar.. - III - El monte del destino -En camino hacia el monte del destino, Gollum ataca a los hobbits pero estos logran derrotarlo, Sam le perdona la vida a Gollum por misericordia y continúan el camino, una vez en el monte del destino, Frodo reclama el anillo para sí mismo, y lo coloca en su dedo, sin embargo Gollum reaparece, y de un mordisco le arranca a Frodo el dedo junto al anillo, pero resbala y cae dentro del magma, destruyendo el Anillo en el proceso. - IV - El campo de Cormallen - Las Águilas vienen a echar una mano a los ejércitos de Occidente. Sauron, cuando Frodo se pone el Anillo y lo reclama para sí, se da finalmente cuenta de la trampa y del enorme peligro que corre, por lo que dirige a todos los Nazgûl hacia el monte, pero ya es demasiado tarde: el anillo es destruido y Sauron con él. Las fuerzas de Mordor, huérfanas ya del poder de Sauron, huyen. Gandalf, con la ayuda de las águilas, salva a Sam y Frodo que se encontraban en la parte superior del Monte del Destino. - V - El Senescal y el Rey - La narración comienza en Minas Tirith en las casas de curación después de que los ejércitos del oeste a partieran hacia las puertas negras. Faramir y Éowyn se enamoran en este sitio. La Comunidad del Anillo regresa finalmente a Minas Tirith, en donde sucede después de un tiempo la coronación de Aragorn y en donde contrae matrimonio con Arwen. - VI - Numerosas separaciones -La compañía va hacia el norte en dirección a Rohan, para enterrar a Théoden y luego celebrar con grandes celebraciones. A partir de aquí se dirigen a Isengard, donde los Ents han vuelto a plantar árboles, pero Bárbol movido por la compasión, ha liberado a Saruman. Legolas y Gimli continúan hacia Fangorn, Aragorn regresa a su reino trayendo con sigo la llave de Orthanc, mientras que el resto de la compañía continúa su viaje hacia el norte a lo largo del camino se encuentran a Saruman y Grima. Saruman no muestra el menor arrepentimiento por sus actos. Los hobbits y Gandalf visitan Rivendel, donde encuentran a Bilbo, ya muy anciano. - VII - Rumbo a casa- En su camino hacia la Comarca, los hobbits y Gandalf deciden visitar al viejo Mantecona en «El Póney Pisador», allí se enteran de que han tenido problemas en Bree durante su ausencia. - VIII - El saneamiento de la Comarca - Al llegar a la Comarca, los hobbits, descubren que ahora está controlada por un primo lejano de Frodo, Lotho, que en realidad es la marioneta de un tal "Zarquino" que tiraniza La Comarca con sus hombres y sus semi-orcos. Los hobbits sublevan la comarca y a la cabeza de Merry y Pippin vencen a los hombres de Zarquino en la Batalla de Delagua. Al encarar a Zarquino se dan cuenta de que no es otro más que el mismísimo Saruman, este intenta matar a Frodo pero se salva gracias a su malla de Mithril, obstinado en la derrota humilla a su sirviente Grima, el cual le asesina y en la huida es muerto por los arqueros hobbits. - IX - Los puertos grises - La vida vuelve a la normalidad en la comarca, Sam se casa con Rosita Coto y tiene una hija, mientras trabaja por reconstruir la comarca no se percata de que Frodo enferma, para curar su enfermedad deja la comarca, pues las heridas de la Guerra del Anillo solo curaran en las Tierras Imperecederas, es así como Frodo, Bilbo, Gandalf, Elrond, Galadriel y otros elfos parten de los puertos grises hacia las Tierras imperecederas. Sam queda como el herederos de las posesiones de Frodo. - X - Apéndice. (véase Apéndices de El Señor de los Anillos) |

## Recepción por la crítica
- En una reseña del New York Times, W.H. Auden alabó al El retorno del Rey y señaló a la trilogía de El Señor de los Anillos como una obra maestra del género.[10]

- Anthony Boucher dio una crítica positiva del volumen, comentó que el libro "es una narración magistral de enormes y terribles acontecimientos". aunque también señaló que la prosa de Tolkien "A veces parece que se prolonga en sí misma".[11]

## Adaptaciones

### Cine
- En 2003 se estrenó la tercera parte de la película "El Señor de los Anillos" llamada: El Señor de los Anillos: el retorno del Rey, dirigida por Peter Jackson.

### Televisión
- El retorno del Rey es una adaptación musical animada de la novela del escritor británico J. R. R. Tolkien, y fue lanzada por Rankin/Bass como un especial de televisión en 1980. La película fue creada por el mismo equipo que había trabajado en la versión animada de 1977 de la película El hobbit. Ha sido lanzada en VHS y en DVD.[12][13]

### Teatro
- El retorno del Rey ha sido adaptada en numerosas ocasiones al Teatro, como obra teatral o musical.[14][15]